# Song Yong-hun
Song Yong-hun (koreanisch 송용헌;* 13. Januar 1972) ist ein ehemaliger nordkoreanischer Eisschnellläufer.

## Werdegang
Song belegte bei den Olympischen Winterspielen 1988 in Calgary den 28. Platz über 5000 m und absolvierte in der Saison 1988/89 in Innsbruck und in Inzell seine einzigen Rennen im Eisschnelllauf-Weltcup, wobei in Inzell der 25. Platz über 5000 m sein bestes Ergebnis war. Zudem wurde er nordkoreanischer Meister über 10000 m. In der Saison 1989/90 siegte er bei den nordkoreanischen Meisterschaften über 5000 m sowie 10000 m und lief bei den Winter-Asienspielen 1990 in Sapporo auf den achten Platz über 10000 m sowie auf den siebten Rang über 5000 m.

## Erfolge

### Olympische Spiele
- 1988 Calgary: 28. Platz 5000 m

### Winter-Asienspiele
- 1990 Sapporo: 7. Platz 5000 m, 8. Platz 10000 m

### Persönliche Bestzeiten
| Disziplin | Zeit         | Datum             | Ort              |
| --------- | ------------ | ----------------- | ---------------- |
| 500 m     | 42,75 s      | 16. Februar 1991  | Kirowo-Tschepezk |
| 1000 m    | 1:18,80 min  | 10. Januar 1992   | Pujon            |
| 1500 m    | 2:01,20 min  | 11. März 1994     | Samjiyon         |
| 3000 m    | 4:22,40 min  | 25. Dezember 1993 | Pujon            |
| 5000 m    | 7:01,56 min  | 13. Februar 1988  | Calgary          |
| 10000 m   | 15:20,65 min | 4. Februar 1990   | Pujon            |